# ワグネリアン・ロック
ワグネリアン・ロック（Wagnerian rock）は、20世紀のロックンロールと19世紀のオペラが融合したもので、リヒャルト・ワーグナーの音楽またはフィル・スペクターのウォール・オブ・サウンドを彷彿とさせる。
この用語は、作家で音楽プロデューサーのジム・スタインマンによって（ミートローフのアルバム『地獄のロック・ライダー』三部作を説明するために）造られた。

## 特筆すべきアーティスト
- ボニー・タイラー (Bonnie Tyler)[4]
- ジム・スタインマン (Jim Steinman)[5]
- キング・クリムゾン (King Crimson)[6]
- ミートローフ (Meat Loaf)[7][8]
- クレインズ (Cranes)[9]

## 参照
- プログレッシブ・ロック
- シンフォニックメタル
- ロック・オペラ